# 阿爾卑西亞度假村
阿爾卑西亞度假村（： Alpensia Lijoteu）是一個滑雪勝地和觀光景點。它位於平昌郡大關嶺面境內。
阿爾卑西亞跳台滑雪場位於本度假村內，2018年冬季奧林匹克運動會跳台滑雪比賽將於此舉行。
阿爾卑西亞裡的一座新的專門建造的音樂廳將是文化奧運的焦點。

## 歷史
在江原道爭取舉辦冬季奧運的熊心下，於2003年決定興建阿爾卑西亞度假村。該渡假村興建於空出來的農地和馬鈴薯田。該建設完工於2011年。
在2013年，阿爾卑西亞度假村為2013年世界冬季特殊奧林匹克運動會的比賽場館之一。

## 2018年冬季奧林匹克運動會
阿爾卑西亞度假村成為2018年平昌冬季奧運的戶外項目焦點。
以下為比賽場館：
- 阿爾卑西亞跳台滑雪場 – 跳台滑雪、北歐混合式滑雪
- 阿爾卑西亞冬季兩項中心 – 冬季兩項
- 阿爾卑西亞越野中心 –越野滑雪
- 阿爾卑西亞滑行中心 – 雪車、雪橇和鋼架雪車

## 外部連結
- 官方网站